# Ebersberg genannt von Weyhers

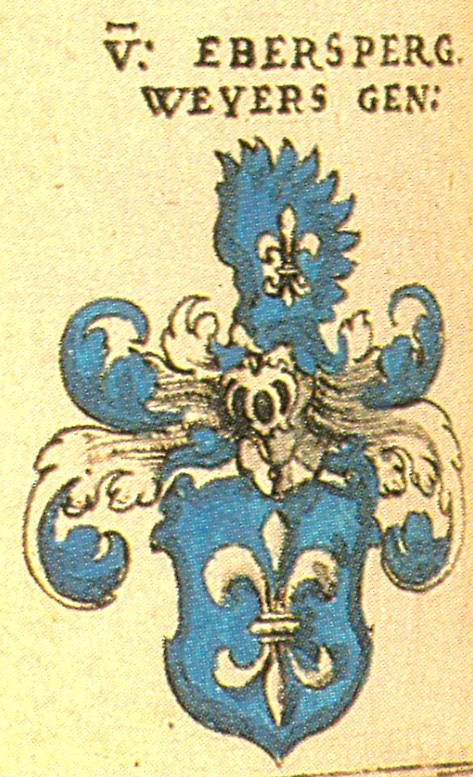
Wappen derer von Ebersberg genannt von Weyhers

Ebersberg genannt von Weyhers ist der Name eines alten fränkischen (buchonischen) Adelsgeschlechts mit mehrmals zerstörten Stammhaus Ebersburg auf dem gleichnamigen Ebersberg in der Rhön. Es gehörte zum Ritterkanton Rhön-Werra.

## Geschichte

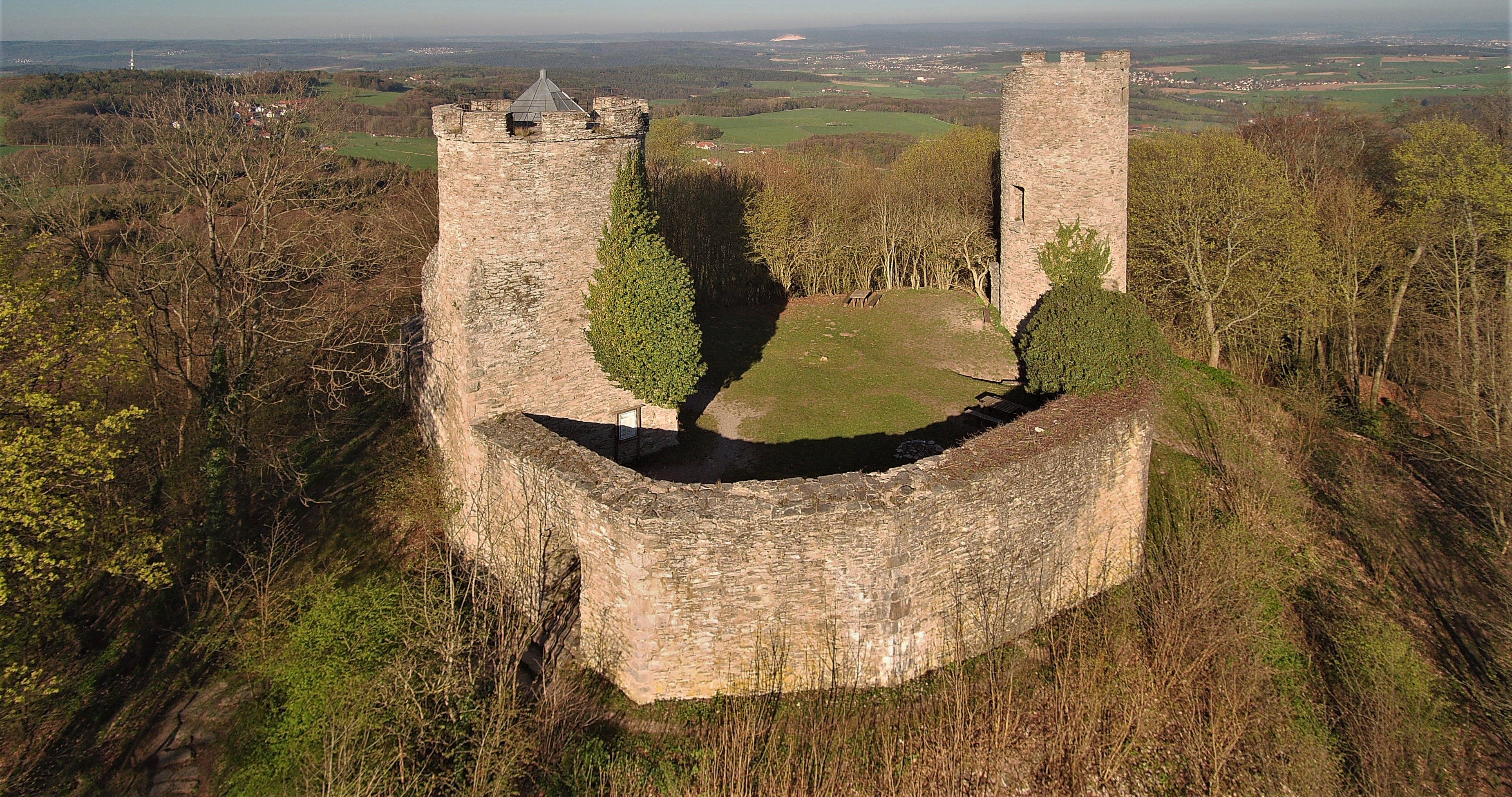
Ebersburg

Zu den ersten Überlieferungen, dass ein Karl von Ebersberg schon unter Ludwig dem Frommen gegen die Sorben und Wenden gekämpft haben soll, ließen sich bisher keine Belege finden. Ihre eigene Geschichte lässt sich allerdings nur bis ins 11. Jahrhundert zurückverfolgen. Als eine der ältesten Linien in der buchonischen Rhön waren sie eng verwandt mit den von Eberstein, den von Schneeberg und den von Steinau genannt Steinrück. Das Rittergeschlecht verfügte über einen erstaunlich großen Landbesitz.
Nachdem sie mit anderen Rittergeschlechtern im Machtkampf mit dem Kloster Fulda unterlegen waren, wurde die Ebersburg nach dem tödlichen Attentat auf Abt Bertho II. von Leibolz von Abt Bertho III. von Mackenzell 1271 zerstört und durfte erst über 100 Jahre später wieder aufgebaut werden. Ab den ersten Jahrzehnten nach 1300 ist der Namenszusatz „von Weyhers“ auch als alleiniger Name zu finden, was auch auf die zunehmende Verzweigung der Familie zurückzuführen sein dürfte. Es gelang ihnen allerdings, mit der Burg Weyhers, der Burg Poppenhausen und der Ebersburg wieder ein Machtdreieck aufzubauen. Nachdem die Ebersburg 1396 wieder aufgebaut werden durfte, verließen sie diese wegen der verloren gegangenen strategischen Bedeutung 1450 und zogen in ein komfortableres Schloss nach Gersfeld.
In männlicher Linie erlosch das Geschlecht Mitte des 18. Jahrhunderts.

## Stammwappen
Die nördliche und die südliche Linie führten unterschiedliche Wappen. Die nördlichen Ebersberger haben weiter auf ihrem Wappen die Lilie, wie in Siebmachers Wappenbuch abgebildet. Es handelt sich dabei allerdings um eine Fehlinterpretation, da die Darstellung mit ziemlicher Sicherheit eine stilisierte Partisane zeigen sollte. Die Trennung der Linien, die sich selbst für Zweige eines Stammes hielten, muss vor den Kreuzzügen gewesen sein, da erst in dieser Zeit Schildzeichen eingeführt wurden und sich das Wappenschild mit dem dargestellten Eberkopf vom nördlichen stark unterschied. Erschwert wird die Forschung dadurch, dass die südliche Linie früh erlosch.
Das Wappen zeigt eine langgestielte Partisane, die später als Lilie umgedeutet wurde. Dies spricht für ein hohes Alter des Rittergeschlechts und ein vermutliches Eintreffen in der Rhön mit den Karolingern.

### Wappenelemente in Gemeindewappen

Gemeindewappen von Ebersburg
Gemeindewappen von Hohenroth
Gemeindewappen von Eichenzell

## Persönlichkeiten
- Hermann von Ebersberg († 1270), seine Hinrichtung war der Auslöser zum tödlichen Attentat auf den Fuldaer Abt Bertho II. von Leibolz
- Otto Heinrich von Ebersberg (1553–1621), Regent der Herrschaft Ebersberg, Stifter des Mittleren Schlosses Gersfeld[4]
- Sybilla von Ebersberg (1578–1622), Tochter von Otto Heinrich von Ebersberg
- Ernst Friedrich von Ebersberg (1687–1762), Regent der Herrschaft von Ebersberg